# Hugh Gustafson
Pour les articles homonymes, voir Gustafson.
Hugh Gustafsson (né le 8 février 1915 à Hibbing, dans l'État du Minnesota aux États-Unis et mort en 1979) est un joueur professionnel américain de hockey sur glace.

## Carrière de joueur
Il commence sa carrière en 1936 avec les Ramblers de Philadelphie dans l'IAHL.

## Statistiques
| Saison    | Équipe                   | Ligue |    | Saison régulière | Saison régulière | Saison régulière | Saison régulière | Saison régulière |   | Séries éliminatoires | Séries éliminatoires | Séries éliminatoires | Séries éliminatoires | Séries éliminatoires |
| Saison    | Équipe                   | Ligue | PJ | B                | A                | Pts              | Pun              | PJ               | B | A                    | Pts                  | Pun                  |                      |                      |
| 1936-1937 | Ramblers de Philadelphie | IAHL  | 48 | 6                | 7                | 13               | 47               | -                | - | -                    | -                    | -                    |                      |                      |
| 1937-1938 | Ramblers de Philadelphie | IAHL  | 47 | 7                | 12               | 19               | 43               | -                | - | -                    | -                    | -                    |                      |                      |
| 1938-1939 | Ramblers de Philadelphie | IAHL  | 49 | 20               | 26               | 46               | 37               | -                | - | -                    | -                    | -                    |                      |                      |
| 1939-1940 | Ramblers de Philadelphie | IAHL  | 52 | 8                | 17               | 25               | 5                | -                | - | -                    | -                    | -                    |                      |                      |
| 1940-1941 | Pittsburgh-Providence    | LAH   | 50 | 10               | 20               | 30               | 26               | -                | - | -                    | -                    | -                    |                      |                      |
| 1941-1942 | Reds de Providence       | LAH   | 28 | 3                | 6                | 9                | 4                | -                | - | -                    | -                    | -                    |                      |                      |
| 1945-1946 | Lions de Washington      | EHL   | 13 | 0                | 2                | 2                | 0                | -                | - | -                    | -                    | -                    |                      |                      |
| 1946-1947 | Saints de Hibbing        | NorHL | -  | -                | -                | -                | -                | -                | - | -                    | -                    | -                    |                      |                      |